# 神仙 (小說)
《神仙》乃為科幻小說衛斯理系列的其中一本作品，編號51，作者為倪匡。講述現代人修仙的故事。《神仙》於1982年9月21日起刊登於《明報》副刊之中，並在次年的1月30日登出結局。5年後，《神仙》一書出版。

## 故事大綱

### 一扇屏風內的秘密
衛斯理有一位朋友受親戚所託，要賣出一個鑲有玉石的小屏風，由於衛斯理的朋友不善交際，衛斯理見義勇為，陪同這位朋友到古董店兜售這屏風，因而到古董店「玉珍齋」和老闆賈玉珍會面。賈玉珍見到小屏風後立即出價二千美元，衛斯理知道他在打壓價格，於是取消交易，自己先掏出二千美元給他的朋友，表示向賈玉珍討得合理的價錢後，再把其餘所得的交給他。數日後，不出衛斯理所預料，賈玉珍親自到衛斯理家中，表示肯出更高的價錢買下這小屏風，但出乎意料地賈玉珍出的價錢。竟達到二百萬美元之多，衛斯理追問賈玉珍為何這屏風如此值錢，賈玉珍表示當中的價值是小屏風的夾層內藏文件，但卻沒有透露屏風的夾層裝了什麼值錢東西。

### 治禿頭的秘方
衛斯理其後從小屏風本來的物主得知，這小屏風來自四川青城山，是數十年前一個道士送贈給他的祖父。其後，賈玉珍再找衛斯理，問他有沒有其他古董出售，雖然衛斯理表示再沒有其他古董，但賈玉珍之後每隔一段時間都找衛斯理聊天。過了一年多，衛斯理收到一封來自東德附有相片的信件，發信人魯爾提到他祖先留下一對美玉給他，詢問衛斯理這對玉有否具有價值。衛斯理認為魯爾是把他當成古董商人或是拍賣行估價員，於是只輕輕的回應幾句就不了了之。衛斯理收到魯爾的信後數日，近一年沒有找衛斯理的賈玉珍再找衛斯理，請他協助尋找兩件玉器，衛斯理回應他沒有什麼寶物可提供，但令衛斯理感奇怪的，是本來禿頭的賈玉珍竟長出烏黑的頭髮。這時賈玉珍看到放在衛斯理書桌上，魯爾寄給衛斯理那對玉器的相片，相片中的玉器竟是賈玉珍想尋找的。白素替賈玉珍翻譯魯爾的地址後，賈玉珍就帶同魯爾的信出發到東德。衛斯理認為他忽然有了頭髮，一定和小屏風的夾層有某種關係。

### 東德特務綁架衛斯理
來到東德的賈玉珍又忽然聯絡衛斯理，說是有極重要的事告訴他，希望他能親自前來東柏林，但衛斯理卻不加理會。在賈玉珍聯絡他後的第十天，衛斯理於一場宴會後忽然受到襲擊並且昏迷。醒來後，衛斯理發現自己身在一輛太空船之中，而外星人卻強迫他要告知人類的「抗衰老素」公式，衛斯理感到異常奇怪，因為外星人要知道地球人的抗衰老法，這應該只是地球人才關心的事。隨後，衛斯理回應外星人的問題後喝了幾口水，卻有意外的發現﹕外星人給予他的喝水機出現銹跡，也就是衛斯理身在的位置根本就是地球。原來賈玉珍來到東德後一直未找到玉器的主人魯爾，而在他查探下卻得悉原來魯爾竟試圖越過柏林圍牆而成為階下囚，故此找人和魯爾聯絡，但卻被東德政府的人發現，並認為賈玉珍是資本主義國家派來的間諜，於是把他拿下。這時，東德醫療人員發現七十歲的賈玉珍在生理上只有五十歲，胡士中校要賈玉珍講出「抗衰老素」的製造法，希望令健康日漸轉差的蘇聯領導人，能夠恢復青春，藉此表功顯示忠誠。但賈玉珍並沒有把真相告訴負責此事的胡士中校，反而亂說是一位叫衛斯理的人發明了「抗衰老素」。就是這樣，東德政府和蘇聯政府合作，把衛斯理帶上偽造的太空船上，以取得「抗衰老素」公式。

### 老魯爾的故事
衛斯理揭破假太空船後，負責綁架衛斯理的東德特務胡士中校向他講完前因後果，並表示衛斯理此時已身在東柏林。衛斯理於是要求見賈玉珍。衛斯理見賈玉珍時，發覺他比之前年輕了很多。賈玉珍向衛斯理表示，他向東德政府訛稱衛斯理發明了「抗衰老素」，是希望衛斯理能親自來到東德營救他們。於是，衛斯理向胡士中校和同是負責此事的蘇聯將軍托甸說明賈玉珍之所以突然年輕之二十年是因為氣功的緣故，而且要達到賈玉珍的快速年輕化是要多年的功力。

### 八國聯軍打北京
當衛斯理說完此後，他得到胡士中校的安排，使他能和魯爾會面。在會面中，魯爾告訴衛斯理賈玉珍夢寐以求的美玉，是他祖父當年參與八國聯軍時取得的戰利品。那玉器和他祖父記述取得玉器經過的一頁日記，在他被捕前已經藏在柏林圍牆之中。

### 逃出東德特務機構
會面後，胡士中校得悉衛斯理並沒有發明什麼「抗衰老素」，知道被東德政府知道後他自己會有悲慘的後果，於是決定帶著衛斯理和賈玉珍一同越過柏林圍牆出逃。逃走期間，衛斯理到圍牆去找回那日記和玉。在日記中，魯爾的祖父為德國士兵，當時他參與八國聯軍，在聯軍佔領北京期間，從北京某中國富戶中奪取那美玉。

### 共有上中下三卷仙籙
衛斯理得到美玉及與賈玉珍逃離東德後，衛斯理迫使賈玉珍講出小屏風和美玉的秘密。原來，小屏風和美玉內藏有成仙的秘方和藥丸，而前者是上卷，只教授使自己年青的功能﹔後者則為下卷，使人們能成仙，但衛斯理卻抱著懷疑態度。衛斯理和賈玉珍返回香港後，再沒有聯絡。某日，衛斯理出席一個宴會，並把賈玉珍的事跡公開討論，宴會中不少人也認為是荒謬的，但卻有人認為賈玉形是突破人體潛能的表現，這個論點使衛斯理漸漸的接受賈玉珍的「半仙」狀態。

### 人體潛能與得道成仙
宴會後，一位外貌約二十多歲的陌生人找衛斯理，原來他就是讀完「下卷」的賈玉珍。衛斯理奇怪他為何尚未成仙，原來，美玉只是中卷。因此，賈玉珍再找他的「貴人」衛斯理，希望他能到四川的青城山幫助他得到最後的一卷。衛斯理於是對他作出交易，要他先到美國的高級醫院進行身體檢查，以使衛斯理自己知道賈的身體狀況。在報告中，賈的細胞活動比常人慢一千倍、胃液是中和（ph值為7）的、不存在胃酸 。由於身體檢查報告實在匪夷所思，所以在宣讀完後即時在衛斯理面前燒燬。自此以後，衛斯理完全相信賈玉珍真的是「半仙」。

### 前往四川青城山
就此，兩人到青城山的某「仙洞」。然而，本來對於賈玉珍來說那對可隨意開啟的「仙門」並忽然無法推開，使他不能進入「仙洞」中。衛斯理認為此事與事無關，於是在草地上睡覺。醒來後，他看不到賈玉珍，而到「仙洞」門口卻聽不到賈玉珍的聲音，擔心他的安全，便下山在一軍營中取了炸藥以救他。

### 神仙洞府日月長
炸藥引爆後，衛斯理看到賈玉珍穿着漢代服飾模樣的道士袍在洞內，與先前所見的衣著不同；而他已經取得真正的下卷，成了真正神仙。同時，他告訴衛斯理，神仙根本無需說話，而是心靈相通、沒有神仙知道，神仙的人口數、神仙們不知道他們的祖先為何會成為神仙，以及神仙們都有如人類的性格等。衛斯理在洞中遇見一位漢代即得道的小神仙，因為得道越活越年輕。就是他指點賈玉珍成道。他用縮地的法術，直接將衛斯理送回家中書房。

## 相關人物
- 衛斯理

主角，他因為協助朋友賣桌上用的木製小屏風，而認識了骨董商人賈玉珍，並一直和賈玉珍尋找玉真仙籙的中卷和下卷。在這次經歷中，衛斯理曾表現他觀察力的細微和急智，如他發現了大空船中的喝水機的金屬牌面有一丁點的銹跡，又說服了胡士中校參與逃走計劃，得以安全離開東德。
- 白素

衛斯理太太，她從衛斯理口中得悉賈玉珍的話，與其夫相反，白素非常相信賈老闆的遭遇，並極力認為這是科學上未能解釋的事。
- 賈玉珍

衛斯理的朋友，古董商人，在清朝出生，對古董有深度的鑒賞能力，他的商店「玉珍齋」遍佈全球。在他九歲時，他已於古董店中於學徒，並在五年間提升為「三朝奉」。三年後，他晉升至掌櫃。再三年後，他已創立「玉珍齋」，憑他對古玩的應識，「玉珍齋」又在幾年後成為古董店的名牌子。在個性上，衛斯理認為他是一位市儈的商人，比如他曾企圖以壓價手段以少支付十萬美元給客人。但優點是不容易生氣，就算如何罵他都依然笑面迎人。同時，他說話「古代」，不接受現代的說話方式。在故事中，賈玉珍最後成了仙，靠的是三本玉真仙籙(上，中，下三冊)，以及屏風內藏的九顆紅色的玉露丹，以及三顆太清金液神丹。
- 胡士中校

東德政府的情報要員，他知道賈玉珍返老還童，以為他得到「抗衰老素」，但後來知道事實根本不是如此後，即與衛斯理合作，逃到西柏林去。其後他得到賈玉珍的一百萬美元後，到了瑞士進行整容手術。
- 托甸將軍

蘇聯人，與胡士中校合作進行任務，書中未有提及到他的結果。將軍極為聰明，曾使一直效力資本主義陣主的有名科學家著列維教授改投共產主義的勢力之中。
- 魯爾

東德農民，一心越過柏林圍牆，要投奔自由。擁有家傳的一對中國古董玉簡，是賈玉珍一直想要的瑰寶。

## 廣播劇
- 香港商業電台以粵語於1988年星期一至五，每日下午二時正首播《神仙》廣播劇，合共12集。為商台衛斯理廣播劇系列第卅七亦即最後一個故事。
  - 監製：金貴
  - 改編：唐寧
  - 配音
    - 朱子聰 飾演 衛斯理
    - 錢佩卿 飾演 白素
    - 葉　佳 飾演 老蔡
    - 盧　雄 飾演 黃堂
    - 陳　森 飾演 賈玉珍
    - 周慶樑 飾演 胡士中校
    - 金　貴 飾演 托甸將軍、黃松父親、衛斯理朋友
    - 陳永信 飾演 魯爾、衛斯理朋友
    - 盧　雄 飾演 莫先生
    - 石景初 飾演 黃松（莫先生朋友，原著為親戚）
    - 陳慕賢 飾演 玉珍齋接線生
    - 甄錦華 飾演 玉珍齋職員
    - 翠　碧 飾演 雙生美女
    - 莫佩雯 飾演 雙生美女
    - 楊廣培 飾演 林先生（衛斯理朋友）
    - 朱雪梅 飾演 採藥婦人（原創角色）

## 電視劇
- 新加坡電視台於1998年播放《衛斯理傳奇》的《神仙》，是首套以現代為背景的衛斯理系統電視劇。
  - 演員表
    - 陶大宇 飾演 衛斯理
    - 鄭惠玉 飾演 白素

- 無線電視曾於2003年6月2日起在下午8:30播出《衛斯理》。當中，《神仙》與《蠱惑》為其中一部。
  - 演員表
    - 羅嘉良 飾演 衛斯理
    - 蒙嘉慧 飾演 白素
    - 郭　峰 飾演 賈玉珍
    - 揚　明 飾演 溫寶裕
    - 鄧一君 飾演 胡說
    - 高　雄 飾演 白老大(白素父)
    - 唐文龍 飾演 白奇偉
    - 譚小環 飾演 芭珠
    - 殷　櫻 飾演 芭芝
    - 楊家洛 飾演 杜仲

## 漫畫
- 作者黃展嗚，於2000年4月出版，是衛斯理傳奇第7本
  - 出版社: 時報文化
  - 封面: http://www.readingtimes.com.tw/ReadingTimes/Upload/rtbook_cover/rtfg/fg0035.gif （页面存档备份，存于）

## 資料來源
以下內容以香港明窗出版社作準﹕
1. ↑  .   [2012-02-20]. （原始内容存档于2012-04-05）.
2. ↑  神仙 – 第一部 – P.11-12
3. ↑  神仙 – 第一部 – P.1-2
4. ↑  神仙 – 第一部 – P.24-35
5. ↑  神仙 – 第一部 – P.38-39
6. ↑  神仙 – 第一部 – P.46-51
7. ↑  神仙 – 第三部 – P.52-60
8. ↑  神仙 – 第三部 – P.67-80
9. ↑  神仙 – 第四部 – P.81-86
10. ↑  神仙 – 第四部 – P.87-104
11. ↑  神仙 – 第五部 – P.109-114
12. ↑  神仙 – 第五部 – P.117-129
13. ↑  神仙 – 第六部 – P.134-157
14. ↑  神仙 – 第七部 – P.158-172
15. ↑  神仙 – 第七部 – P.180-183
16. ↑  神仙 – 第八部 – P.186-195
17. ↑  神仙 – 第八部 – P.215-216
18. ↑  神仙 – 第十部 – P.235-252
19. ↑  神仙 – 第十一部 – P.254-274
20. ↑  神仙 – 第一部 – P.3-5
21. ↑  神仙 – 第一部 – P.2
22. ↑  神仙 – 第七部 – P.159-160

| 前任者： 050 茫點 | 衛斯理系列（按編號） 051                              | 繼任者： 052 追龍 |
| 前任者： 茫點     | 衛斯理系列（按連載時序） 1982年9月21日至1983年1月30日 | 繼任者： 追龍     |